# Pomona (Washington)
Pomona az Amerikai Egyesült Államok északnyugati részén, Washington állam Yakima megyéjében elhelyezkedő önkormányzat nélküli település.
A település 1885-ben jött létre a Northern Pacific Railway Selah állomása mellett. Mivel Wenas állomása is Selah néven volt ismert, a nevet a kertek római istennőjére utalva Edmund Stevens javaslatára Ponomára változtatták.

## Fordítás
Ez a szócikk részben vagy egészben  a   Pomona, Washington című angol Wikipédia-szócikk ezen változatának fordításán alapul.  Az eredeti cikk szerkesztőit annak laptörténete sorolja fel. Ez a jelzés csupán a megfogalmazás eredetét és a szerzői jogokat jelzi, nem szolgál a cikkben szereplő információk forrásmegjelöléseként.